# Mladen Božović
Pour les articles homonymes, voir Božović.
Mladen Božović est un footballeur monténégrin né le 1er août 1984 à Titograd (rebaptisée depuis Podgorica).